# Вірдгавал Кхаде
Вірдгавал Кхаде (29 серпня 1991) — індійський плавець.
Учасник Олімпійських Ігор 2008 року.